# Dentex dentex
El dentón común (Dentex dentex) es una especie de pez de la familia de los espáridos, común en el mar Mediterráneo, habita también el Cantábrico, Atlántico Norte y costa noroccidental africana, incluyendo Madeira, Canarias y Cabo Verde. Su nombre hace referencia a los grandes dientes que posee. Sinónimos comunes poco usados son «rozón», «sama» o «dentu».

## Morfología
Los adultos pueden alcanzar hasta 100 cm de longitud, con un peso máximo de unos 14 kg.
Tiene una piel color gris verdoso en los jóvenes y gris rojizo en adultos, con manchitas azuladas brillantes y a veces un bandeado oscuro a transversal. Posee una larga y única aleta dorsal con radios espinosos que puede plegar en un surco escondiéndola. Para capturar sus presas tiene cuatro fuertes colmillos en una dentadura sin molares -aunque no resulta peligroso para los humanos-.

## Hábitat y biología
Se distribuye por el Atlántico este, desde las islas británicas a Mauritania, excepcionalmente hasta Senegal, Canarias y Madeira, así como por todo el Mediterráneo, donde es relativamente común en las costas de España y norte de África. Su hábitat es bentopelágico, entre 0 y 200 m de profundidad pero preferentemente a menos de 50 m, escondido sobre fondo rocoso o de arena. Los jóvenes son gregarios y viven en bancos cercanos a la orilla, pero los adultos son solitarios y suelen estar a más profundidad.
Es un voraz depredador que caza al acecho, permaneciendo escondido a la espera de que pase una presa. Se alimenta principalmente de peces, cangrejos y moluscos, siendo su comida preferida el calamar.
En cuanto a la reproducción algunos individuos jóvenes son hermafroditas, pero al crecer tienen sexos separados. El apareamiento con fecundación externa tiene lugar cerca de la orilla, eclosionando las larvas a los tres días de la puesta.

## Pesca y gastronomía
Se ha ensayado con bastante éxito su cultivo en acuicultura.
Es el espárido más cotizado en el mercado, por esta razón su precio es bastante elevado con respecto a otras especies de la familia. No es fácil de capturar.
El mayor espécimen fue capturado en Ceuta, España, en enero del año 2023. Pesaba 18,7 kilos.